# Liorhyssus hyalinus
Espèce
Liorhyssus hyalinus est une espèce d'insectes du sous-ordre des hétéroptères (punaises), de la famille des Rhopalidae, de la sous-famille des Rhopalinae, de la tribu des Rhopalini, et du genre Liorhyssus.

## Description
Sa longueur est de 7 mm. La membrane hyaline des ailes dépasse l'abdomen, et il existe deux taches noires de part et d'autre de l'extrémité du pronotum.

## Biologie
Elle se nourrit essentiellement sur les Asteraceae (Composées) et sur les Geraniaceae particulièrement celles du genre Erodium.

## Répartition et habitat
Répartition
Elle est commune dans toute l'Europe.

## Systématique
L'espèce Liorhyssus hyalinus a été décrite par l'entomologiste danois Johan Christian Fabricius en 1794, sous le nom initial de Lygaeus hyalinus. C'est l'espèce type pour le genre.

### Synonymie
- Corizus gracilis Herrich-Schäffer, 1835 [2]Liorhyssus gracilis (Herrich-Schäffer, 1835)
- Corizus capensis Germar, 1838 [3]. Liorhyssus capensis (Germar, 1838)
- Rhopalus bengalensis Dallas, 1852 [4]Liorhyssus bengalensis (Dallas, 1852)
- Merocoris maculiventris Spinola, 1852[5] Liorhyssus maculiventris (Spinola, 1852)
- Merocoris microtomus Spinola, 1852[6]Liorhyssus microtomus (Spinola, 1852)
- Corizus dilatipennis Signoret, 1859 [7]Liorhyssus  dilatipennis (Signoret, 1859)
- Corizus lugens Signoret, 1859[8]Liorhyssus lugens (Signoret, 1859)
- Corizus marginatus Jakovlev, 1871 ; Liorhyssus marginatus (Jakovlev, 1871)
- Corizus (Liorhyssus) hyalinus var. nigrinus Puton, 1881 [9]Liorhyssus nigrinus (Puton, 1881)
- Liorhyssus natalensis var. corallinus Horváth, 1911[10] Liorhyssus corallinus (Horváth, 1911)
- Corizus imperialis Distant, 1918[11]Liorhyssus imperialis (Distant, 1918)